# 邪惡博士
邪惡博士（英語：Dr. Evil）是美國電影《王牌大賤諜》系列中的角色，邪惡博士是當中的一個大反派，由麥克·邁爾斯飾演。

## 外觀及性格
邪惡博士的外貌突出：光頭，右眼下有一條不明顯的疤痕，短小的身軀，大大的肚子，並經常以一身灰色的衣服示眾。他說話很多時候都是不知所謂，甚至濫用詞語。性格上看似有點兒躁狂症。在《凸務之王》中，他曾爲了一件小事在電視節目上與其他嘉賓打架，即使主持調停依然遭到邪惡博士飽以拳頭。他有一個招牌動作，就是擧起尾指擺在口前，再大笑一番，笑聲由低音至高音，不斷重複。
邪惡博士的外觀形象是來自於007系列的魔鬼黨首領恩斯特·史塔羅·布洛菲塑造而成。

## 故事背景
在《王牌大賤諜3：夠MAN吧》之中，邪惡博士透露了自己的身世。他自小是一個孤兒，幼年時與母親莫名其妙遭到汽車炸彈的襲擊，他母親被炸死而他居然被抛出車外，奇跡地沒有死去。他後來被“一個比利時人和他十五歲的情人”收養，直到長大成人。以後的邪惡博士“開始”正式邪惡，先是在1950年代，這時的邪惡博士考進了英國的特務學校，當時每一個同學都看好一個名為“最佳神秘人”的獎項由他奪得，不料最後居然由“凸務之王”——包話事奪得，這亦成爲以後兩人敵對的原因之一。

## 第一集
在這集之中，邪惡博士成立了他的“邪惡帝國”，但是並未突顯該角色之特別之處，最後被包話事收拾（被冰封）。

## 第二集
在這集裏，邪惡博士的角色被加強，故事一開始講述邪惡博士被解凍之後，返回他的邪惡帝國，他的手下二號和花美神為他取了基因，成功培育出他的兒子“史葛·邪惡”，然而邪惡博士不喜歡這個放蕩不羈的兒子，他另外製造了一個複製人“迷你我”，迷你我一時間成爲邪惡博士最得寵之物。邪惡博士繼續他的邪惡之旅，他回到1960年代，要脅美國總統給他無數金錢，更播出電影片段恐嚇總統就範。他繼而派了一個身形肥胖，在國防部内出現的蘇格蘭衛兵——“肥霸”，以抽取包話事的力量——“雄風”，使包話事失去信心。然而，包話事最後重拾信心，再一次擊敗邪惡博士。